# Le Prix de la paix
Le Prix de la paix (titre original : Frieden) est une mini-série suisse en 6 épisodes créée en 2020 par Petra Volpe, diffusée sur la chaîne suisse SRF 1 en 2020 puis sur la chaîne franco-allemande Arte en 2021.

## Synopsis
En 1945, après la défaite de l'Allemagne, des réfugiés sont accueillis en Suisse. En particulier, des enfants juifs libérés du camp de Buchenwald sont pris en charge dans un foyer de la Croix-rouge. Des nazis, également, trouvent refuge en Suisse pour échapper aux recherches des autorités américaines.
Klara, fille d'un industriel du textile, épouse Johann. Alors que Johann reprend la direction de l'usine, Klara travaille dans le foyer de la Croix-rouge. Le frère de Johann, Egon, est un policier qui gardait la frontière germano-suisse pendant la guerre et qui devait renvoyer les opposants au régime nazi cherchant refuge en Suisse. Il traque maintenant les anciens criminels de guerre qui se cachent sous de fausses identités dans son pays, avec plus d'ardeur que ne le voudraient ses supérieurs. Il s'intéresse particulièrement à Wilhelm Scholz, recherché par les américains mais qui vit au grand jour avec la haute société suisse, qu'il soupçonne d'avoir été un nazi actif.
Johann, pour relancer l'entreprise en difficulté, souhaite produire des fibres synthétique. Il recrute pour cela un chimiste allemand, Rudolph Schneider, spécialiste de ce domaine de recherche mais au passé obscur, qu'il fait venir avec sa famille dans la propriété familiale.
Au foyer, Klara se prend d'affection pour un jeune enfant, Jenkele, qui a perdu toute sa famille pendant la guerre. Elle se rapproche aussi d'un jeune homme, Herschel, qui aimerait s'installer et travailler en Suisse.

## Fiche technique
- Titre : Le Prix de la paix
- Titre original : Frieden
- Création et scénario : Petra Volpe
- Réalisation : Michael Schaerer
- Production : Lukas Hobi et Reto Schärli
- Image : Christian Marohl
- Musique : Annette Focks
- Son : Jean-Pierre Gerth
- Costumes : Monika Schmid
- Décors : Su Erdt
- Montage : Wolfgang Weigl
- Pays d’origine :   Suisse
- Langue : Suisse allemand
- Durée : 6 épisodes de 50 minutes

## Distribution
- Annina Walt : Klara Tobler, enseignante et membre du personnel du foyer de la Croix-Rouge
- Max Hubacher : Johann Leutenegger, nouveau directeur de l'usine, mari de Klara
- Dimitri Stapfer : Egon Leutenegger, policier, frère de Johann
- Therese Affolter : Elsie Leutenegger, membre du personnel du foyer de la Croix-Rouge, mère de Johann et Egon
- Sylvie Rohrer : Lisbeth-Marie Tobler, mère de Klara
- Urs Bosshardt : Alfred Tobler, ancien directeur de l'usine, père de Klara
- Stefan Kurt : Carl Frei, avocat, frère de Lisbeth-Marie
- Oscar Bingisser : Hans Obrecht, directeur du foyer de la Croix-Rouge
- Jan Hrynkiewicz : Herschel, ancien déporté
- Miron Sharshunov : Jenkele, ancien déporté
- Gustav Strunz : Lev, ancien déporté
- Adrian Grünewald : Samuel, ancien déporté
- Nicolas Rosat : Kägi
- Lou Strenger : Dorothy Rosenberg, journaliste américaine
- Fabian Guggisberg	: Oskar, contremaître à l'usine
- Britta Güntert : Gitti Müller, membre du personnel du foyer de la Croix-Rouge
- Caroline Imhof : Charlotte Odermatt, membre du personnel du foyer de la Croix-Rouge
- Matthias Lier	: Rudolf Schneider, chimiste allemand
- Stephan Bissmeier : Wilhelm Scholz, ancien nazi
- Sarah Sophia Meyer : Rosa Hodler, collègue d'Egon

## Genèse
Bien qu'étant une fiction, cette série se base sur une réalité historique. La créatrice, Petra Volpe, a effectué des recherches fouillées sur l'histoire de la Suisse à cette époque. Elle s'est notamment inspirée des éclairages sur la politique d'asile de la Suisse pendant la Seconde Guerre mondiale fournis par les rapports de la commission Bergier. La fuite d'anciens nazis qui ont transité par la Suisse est également un fait avéré.